# Route um Oldenburg
Die Route um Oldenburg ist Radrundweg, der durch die Geest- und Marschlandschaften sowie durch zahlreiche Dörfer im nordwestlichen Niedersachsen führt. Der Verlauf des Weges rund um die Stadt Oldenburg wurde im Jahr 2021 teilweise verändert und auf insgesamt 113 Kilometer erweitert. Von der Oldenburger Innenstadt sind unterschiedliche Zubringer-Wege in Richtung des Rundwegs ausgeschildert. Diese „Speichen“ ermöglichen Tagesausflüge, die jeweils in unmittelbarer Nähe des Hauptbahnhofs beginnen.

## Charakteristik
Für Oldenburger eröffnen die „Speichen“ dieses Rundwegs gute Möglichkeiten, die Kultur- und Naturlandschaften rund um die 170.000-Einwohner-Stadt nach und nach zu erkunden. Feriengäste können dank des Wege-Konzepts ein festes Quartier in Oldenburg beziehen, um dann einen mehrtägigen Fahrrad-Urlaub zu verbringen, ohne ihr Gepäck während der Tages-Etappen mitschleppen zu müssen.
Der Weg macht drei Großlandschaften zwischen dem Unterlauf der Weser und Ostfriesland erfahrbar. Im Nordosten liegt die Wesermarsch, im Süden der Naturpark Wildeshauser Geest und im Westen und Nordwesten das Ammerland.
Zentraler Ansprechpartner für die gesamte Route ist die Oldenburg Tourismus und Marketing GmbH, die mit den touristischen Organisationen an der Radroute (Ammerland-Touristik, Touristikgemeinschaft Wesermarsch, Zweckverband Naturpark Wildeshauser Geest) kooperiert.

## Sehenswürdigkeiten

### Oldenburg
Oldenburg ist eine Universitätsstadt mit rund 18.000 Studierenden und zugleich die historische Residenz der Grafen, Herzöge und Großherzöge von Oldenburg. Entsprechend facettenreich ist das Kultur-Angebot mit dem Oldenburgischen Staatstheater und unterschiedlichen kleinen Bühnen, mit dem Landesmuseum für Kunst und Kulturgeschichte im Oldenburger Schloss, dem Horst-Janssen-Museum und mit weiteren Ausstellungen. Zu den prägenden Baudenkmälern der Altstadt gehören – neben zahlreichen klassizistischen Bauten – der Lappan, ein Glockenturm aus dem 15. Jahrhundert, das neugotische Alte Rathaus und die St. Lamberti-Kirche, eine klassisch-rechteckige Hallenkirche mit rundem Innenraum.

### Ammerland
Parks und Gärten prägen das Landschaftsbild des Ammerlands. Rund 90 Prozent aller in Deutschland gezogenen Rhododendren und 75 Prozent aller Freiland-Azaleen stammen aus dieser Geest- und Hochmoor-Landschaft westlich der Wesermarsch. Einige der insgesamt 350 Baumschulen des Landkreises unterhalten Schau-Gärten. Den Schwerpunkt des Fremdenverkehrs bildet das Zwischenahner Meer, das allerdings nicht direkt an der Route um Oldenburg liegt. Wer einen Blick auf den rund fünfeinhalb Quadratkilometer großen Binnensee werfen will, muss einen etwa fünf Kilometer langen Abstecher einplanen.
Die Tour führt dann durch Petersfehn und Friedrichsfehn. Beide Orte entstanden in der zweiten Hälfte des 19. Jahrhunderts durch die gezielte Besiedelung und Kultivierung von Mooren. Unmittelbar am Radweg aus Oldenburg hinaus liegt der viel kleinere aber ebenfalls sehr reizvolle Woldsee.
In den Dörfern der Gemeinde Wiefelstede sind besonders viele der typischen Wallhecken erhalten, die charakteristisch für die Ammerländer Parklandschaft sind. Mit Hecken, die auf eigens angeschütteten Erdwällen gepflanzt wurden, schützen die Bauern seit Jahrhunderten ihre Felder vor Wind-Erosion. Nicht weit abseits des Weges liegt zudem das Bodendenkmal Bokeler Burg, eine Doppelring-Wallanlage aus dem neunten Jahrhundert, die als ältestes Machtzentrum der Grafen von Oldenburg gilt, sowie der historische Tante-Emma-Laden in Neuenkruge.
Rastede war seit dem 17. Jahrhundert die Sommerresidenz der Oldenburger Grafen und Herzöge. Schloss Rastede selbst lässt sich zwar nicht besichtigen, im gegenüberliegenden Erbprinzenpalais jedoch sind wechselnde Ausstellungen zu sehen. Den Schlosspark legte gegen Ende des 18. Jahrhunderts Carl Ferdinand Bosse als Landschaftsgarten rund um den Ellernteich und den Ellernbruch an. Der Gartenarchitekt ließ damals die ersten Rhododendren und Azaleen im Ammerland pflanzen.
Außergewöhnliche Naturerlebnisse ermöglichen der Geestrand in Rastede-Loy, der den überraschend abrupten Übergang zur tiefer liegenden Wesermarsch markiert, sowie die Schutzgebiete des Ipweger Moores, in denen Teile der Hochmoor-Lebensräume erhalten blieben.

### Wesermarsch
„Wesermarsch“ ist sowohl der Name des Landkreises westlich der Weser als auch die Bezeichnung für die typisch norddeutsche Landschaft mit ihren Deichen, fruchtbaren Böden, prächtigen Bauernhöfen und historisch wertvollen Gotteshäusern.
Die Dörfer Moorriem und Bardenfleth, seit 1974 Ortsteile von Elsfleth, sind herausragende Beispiele dafür. Die Marschenhofsiedlung Moorriem mit ihren reet-gedeckten niederdeutschen Fachwerk-Hallenhäusern gilt als möglicher Kandidat für die Aufnahme in die UNESCO-Welterbe-Liste. Das Zentrum von Bardenfleth bildet die Kirche St. Anna, ein Fachwerk-Ständerbau aus dem 17. Jahrhundert.
Neben der Landwirtschaft prägen vor allem Schiffbau und Schifffahrt die Wesermarsch. Darüber informiert die Ausstellung im Haus Elsfleth, das den kurzen Abstecher von der Radroute lohnt. Die ehemalige Reeder-Villa ist einer der drei Standorte des Schifffahrtsmuseums Unterweser. Neben historischen Werkzeugen gibt es hier auch einen modernen Schiffsimulator. Elsfleth ist zudem Heimathafen des dreimastigen Gaffelschoners Großherzogin Elisabeth, dem Schulschiff der Seefahrtschule Elsfleth.
Direkt am Weg liegen das Informationszentrum Deichschäferei Moorhausen direkt am Huntedeich sowie der Moorlehrpfad „Gellener Torfmöörte“.

### Naturpark Wildeshauser Geest
Südlich von Oldenburg führt die Radroute durch den nördlichen Teil des Naturparks Wildeshauser Geest. Als Geest bezeichnet man in Norddeutschland eine sandige, trockene und unfruchtbare Region, die hier durch Ablagerungen der Eiszeit entstand. Typisch für diese Altmoränen-Landschaft sind vor allem Moore, Heide, zahlreiche Wasserläufe und Granit-Findlinge, die während der Jungsteinzeit als Baumaterial für die typischen Hünengräber dienten. Ein Fünftel des insgesamt 1532 km² großen Naturparks ist von Wald bedeckt.
Die Gemeinde Wüsting liegt am Übergang von der Wesermarsch in die Geestlandschaft. Neben kultivierten Moorflächen mit ihren Entwässerungsgräben gibt es hier auch das Naturschutzgebiet Holler- und Wittemoor mit einem wiedervernässten Hochmoor (rund 5 km Abstecher vom Weg). Weitere Abstecher von der Route führen nach Hude und zur malerischen Klosterruine (8 km) sowie zum Planetenlehrpfad, der das Sonnensystem im Maßstab 1:1 Mrd. abbildet. Von der Sonne bis zum Pluto, der hier immer noch dazugehört, ist die Strecke rund sechs Kilometer lang. Direkt am Weg liegt die Kirche auf dem Holler Sandberg.
In Sandkrug, einem Ortsteil der Gemeinde Hatten, tritt der eiszeitliche Sand vielerorts zu Tage. Noch vor 200 Jahren war das ein großes Problem, denn Wanderdünen drohten immer wieder Felder und sogar ganze Ansiedlungen unter sich zu begraben. Erst eine massive Aufforstung mit Kiefern stellte den Sand im 19. Jahrhundert ruhig. Diese Geschichte macht der Dünen-Natur-Erlebnispfad Osenberge erlebbar.
In Wardenburg erinnert der Tillyhügel an eine Schlacht, die Graf Anton Günther von Oldenburg verhinderte: Während des Dreißigjährigen Krieges beschenkte der Graf den kaiserlichen Feldherren Tilly so reichlich, dass dieser die Belagerung aufhob und mit seinen Truppen abzog. Dem Hügel zu Füßen liegt der Tillysee, an dessen Ufern die Biologische Schutzgemeinschaft Hunte Weser-Ems e.V. einen Naturlehrpfad angelegt hat.
Im Ortsteil Westerholt betreibt ein Verein das Ziegeleimuseum in historischen Fabrikgebäuden. Zwischen 1845 und 1966 wurde hier der hochwertige Westerholter Lehm zu Ziegelsteinen gebrannt. Wie das funktioniert, lässt sich zu besonderen Anlässen live erleben.
Für die Teilroute durchs Ammerland gibt es ein Erlebnis-Angebot mit dem Titel „Escape by Bike - Das Geheimnis des Hofgärtners“. Dieses Geheimnis lüftet, wer unterwegs Rätsel und Aufgaben löst.

## Anreise
Alle zwei Stunden hält in Oldenburg ein ICE der Linie 56. Zudem gibt es einzelne ICE-Verbindungen nach Dresden und München.